# Велкам (Јужна Каролина)
Велкам (енгл. Welcome) насељено је место без административног статуса у америчкој савезној држави Јужна Каролина.

## Демографија
По попису из 2010. године број становника је 6.668, што је 278 (4,4%) становника више него 2000. године.
| Група             | 2000.         | 2010.         |
| Белци             | 4.649 (72,8%) | 3.602 (54,0%) |
| Афроамериканци    | 1.149 (18,0%) | 1.860 (27,9%) |
| Азијати           | 8 (0,1%)      | 26 (0,4%)     |
| Хиспаноамериканци | 503 (7,9%)    | 1.086 (16,3%) |
| Укупно            | 6.390         | 6.668         |